# Altán Básníků
Altán Básníků stojí pod Vítkovým vrchem u Beethovenovy cesty na svahu klesajícím k řece Teplé v lázeňských lesích města Karlovy Vary.

## Historie

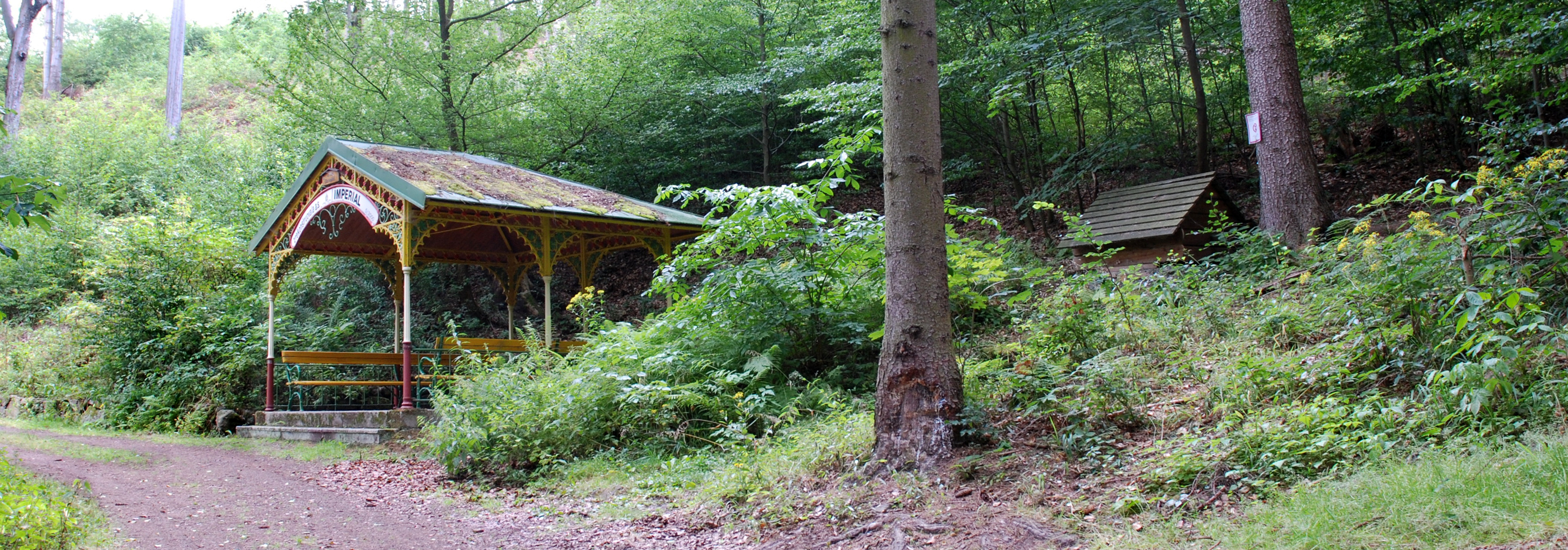
Altán Básníků, vpravo stříška nad pramenem Živá voda

O historii vzniku tohoto altánu není zatím mnoho známo. Stavebníkem bylo patrně město Karlovy Vary. Je pravděpodobné, že nynější kovový altán byl postaven na místě staršího dřevěného objektu. Na starých mapách jsou uváděna různá pojmenování, jako Heroldovo zátiší, Železný altán, chata Lesníků a altán Básníků. Podle jiného zdroje tu altán stojí od 19. století a dal jej postavit průmyslník z Karlových Varů známý též jako stavitel historického zastřešení karlovarského nádraží.
Větší opravu sponzorovala v roce 2000 akciová společnost Imperial.

## Popis
Jedná se o otevřený litinový altán obdélného půdorysu s výzdobou litinovými květy a hroznovými listy. Po obou stranách jsou umístěny lavičky. Nad vstupem je do oblouku tvarovaná tabule s výraznou informací o rekonstrukci. Objekt je celoročně volně přístupný.

## Pramen Živá voda
U altánu se nachází studánka Živá voda. Tato voda však, jakož i jiných zdrojů stejného typu, může být kdykoliv náhodně kontaminována, a proto není k pití doporučována.